# David Kopp
David Kopp (Bonn, 5 de gener de 1979) és un ciclista alemany, professional entre el 2002 i el 2011. En el seu palmarès destaquen una victòria d'etapa a l'Eneco Tour de 2006 i una altra a la Volta a Polònia de 2007.
L'11 de setembre de 2008, quan corria amb l'equip Cycle Collstrop va donar positiu en un control antidopatge per cocaïna, per la qual cosa fou sancionat amb dos. A finals del 2010 tornà a córrer, formant part de l'equip Kuota-Indeland.

## Palmarès
- 2001
  - 1r al Gran Premi de Francfort sots 23
- 2004
  - 1r a la Rund um Düren
  - 1r al Tour de Bochum
  - 1r al Gran Premi de la vila de Zottegem
  - 1r a la Colònia-Schuld-Frechen
  - Vencedor d'una etapa del Giro del Cap
- 2005
  - 1r a la Volta a Colònia
  - Vencedor d'una etapa de la Volta a Baviera
  - Vencedor d'una etapa del Giro del Cap
- 2006
  - 1r al Trofeu Calvià
  - Vencedor d'una etapa de l'Eneco Tour
- 2007
  - Vencedor d'una etapa de la Volta a Polònia
- 2010
  - Vencedor d'una etapa del Tour de Boland

### Resultats al Tour de França
- 2006. Abandona (16a etapa)